# Verska zgradba
Verska zgradba je zgradba, ki je namenjena izključno za opravljanje bogoslužja. Od religije do religije ter od regije se take zgradbe razlikujejo po notranji opremi, velikosti, simboliki,...

## Seznam verskih zgradb
- bazilika
- cerkev (stavba)
- kapela
- katedrala
- minaret
- molilnica
- mošeja
- opatija
- piramida (južnoameriške piramide)
- samostan
- sinagoga
- tempelj
- zvonik
- westwerk